# Loranthus
- Commons
- Wikispecies

Loranthus L. é um género botânico pertencente à família Loranthaceae.

## Espécies
- Loranthus acaciae
- Loranthus bicolor
- Loranthus europaeus
- Loranthus duclouxii
- Loranthus longiflorus
- Loranthus malifolius
- Loranthus menyharthii
- Loranthus undulatus
- «Lista completa»

## Classificação do gênero
| Sistema | Classificação                     | Referência               |
| ------- | --------------------------------- | ------------------------ |
| Linné   | Classe Hexandria, ordem Monogynia | Species plantarum (1753) |